# Drávaszerdahely
Drávaszerdahely (horvátul: Sredalj) község Baranya vármegyében, a Siklósi járásban. Nevének első része a közelében folyó Drávára, második része a szerdai napokon itt tartott vásárokra utal.

## Fekvése
Harkánytól nyugatra helyezkedik el, a közvetlen szomszédai kelet felől Kovácshida, nyugat felől Drávacsepely.

### Megközelítése
Legfontosabb közúti megközelítési útvonala a Harkány-Sellye-Darány közt húzódó 5804-es út, ezen érhető el mindhárom említett település irányából. Pécsről Harkányon át közelíthető meg a legegyszerűbben, az 58-as főúton, majd az 5717-es és az 5804-es úton.
A települést a hazai vasútvonalak közül a Középrigóc–Villány-vasútvonal érintette, de megállási pontja nem volt a vasútnak a falu területén, 2007-ben pedig már a forgalom is megszűnt a vonalon.

## Története
Drávaszerdahely nevét az oklevelek már 1177-ben említették először, Zeredahel néven.
1177-ben az aradi prépostság kémesi uradalmának faluja volt.
1332-ben  több változatában is említve volt; így Zerada, Zeredahel, Zoradahel, Ziradahel, Zerehahelnek is írták.
1333-ban a település papja 25 báni, 1334-ben  20, 1335-ben 10 báni pápai tizedet fizetett.

## Gazdaság
Magyarország történetében először történt meg, hogy egy magánszponzor nemcsak egy utcát, teret, hanem egy egész települést „fogadott örökbe”. Egy Amerikából hazatelepült mecénás 1 millió forinttal segítette meg a falut, így az önkormányzati hivatal  kiírása szerint „örökbefogadóvá” vált 2008 januárjában. A támogató Szigeti Sándor, aki 6 éve Vácott él. A 72 éves férfi 1956-ban költözött ki Amerikába, onnan tért vissza 2002-ben. Az örökbefogadásért nem kért semmit cserébe.

## Közélete

### Polgármesterei
- 1990–1994: Ormódiné Konyhás Györgyi (független)[5]
- 1994–1998: Selymes Sándor (független)[6]
- 1998–2002: Selymes Sándor (független)[7]
- 2002–2005: Selymes Sándor (független)[8]
- 2005–2006: Gubuc Sándor (független)[9]
- 2006–2010: Alpár György Zoltán (független)[10]
- 2010–2014: Alpár György Zoltán (Fidesz-KDNP)[11]
- 2014–2019: Alpár György Zoltán (független)[12]
- 2019–2024: Alpár György Zoltán (független)[13]
- 2024– : Koller László Dávid (független)[1]

A településen 2005. november 16-án időközi polgármester-választást tartottak, az előző polgármester halála miatt.

## Népesség
A település népességének változása:
| Lakosok száma | 193  | 190  | 189  | 168  | 169  | 166  | 156  | 149  |
|               | 2013 | 2014 | 2015 | 2019 | 2021 | 2022 | 2023 | 2024 |

A 2011-es népszámlálás során a lakosok 89,6%-a magyarnak, 2,2% cigánynak, 0,5% horvátnak, 2,2% németnek, 0,5% románnak mondta magát (9,8% nem nyilatkozott; a kettős identitások miatt a végösszeg nagyobb lehet 100%-nál). A vallási megoszlás a következő volt: római katolikus 33,3%, református 32,8%, izraelita 2,2%, felekezeten kívüli 12% (19,1% nem nyilatkozott).
2022-ben a lakosság 92,8%-a vallotta magát magyarnak, 0,6% románnak, 0,6% cigánynak, 0,6% horvátnak, 2,4% egyéb, nem hazai nemzetiségűnek (7,2% nem nyilatkozott; a kettős identitások miatt a végösszeg nagyobb lehet 100%-nál). Vallásuk szerint 20,5% volt református, 13,9% római katolikus, 0,6% egyéb keresztény, 1,8% egyéb katolikus, 26,5% felekezeten kívüli (36,7% nem válaszolt).

## Drávaszerdahelyi Református Templom
A drávaszerdahelyi református templom 1837-1839 épült. A templom Drávaszerdahely Kossuth Lajos utca külső kanyarívében áll.
Két harangja van illetve négyregiszteres (nem működő) orgonája.

## Külső hivatkozások
- Drávaszerdahely község honlapja Archiválva 2017. december 1-i dátummal a Wayback Machine-ben
- Szembeszállt a kormánnyal a magyar falu, ahol nem kell adót fizetni Archiválva 2017. december 7-i dátummal a Wayback Machine-ben – Magyar Nemzet, 2017. november 21.